# Lillian Board
Lillian Barbara Board (Durban, 13 de dezembro de 1948 — Munique, 26 de dezembro de 1970) foi uma atleta britânica nascida na África do Sul. Foi medalhista de prata nos 400 metros durante os Jogos Olímpicos de 1968 na Cidade do México.
Conquistou ainda duas medalhas de ouro no Campeonato Europeu de 1969 em Atenas. Faleceu em 26 de dezembro de 1970, vítima de um câncer colorretal que suprimiu sua vida prematuramente. Foi uma das pacientes famosas do Dr. Josef Issels que desenvolveu uma terapia alternativa contra a doença.